# Zoerab Chromajev
Zoerab Mayranovitsj Chromajev (Russisch: Заурбек Майранович Хромаєв) (9 januari 1947 - 30 april 2019), is een voormalig basketbalspeler uit de Sovjet-Unie. Heeft de onderscheidingen Geëerde Coach van de Sovjet-Unie gekregen.

## Carrière
Chromajev begon zijn professionele loopbaan bij Avtomobilist Vorosjilovgrad in 1969. In 1971 ging Chromajev spelen voor SKA Kiev. Met dit team werd hij derde om het Landskampioenschap van de Sovjet-Unie in 1972.

## Coach
Chromajev begon als hoofdcoach bij SKA Kiev in 1983. In 1990 werd hij assistent coach van hoofdcoach Vladas Garastas bij het nationale team van de Sovjet-Unie. Ze wonnen zilver op het Wereldkampioenschap in 1990. In 1990 werd hij hoofdcoach van Boedivelnyk Kiev. Met dit team werd hij vier keer Landskampioen van Oekraïne in 1992, 1993, 1994 en 1995. In 1992 werd hij hoofdcoach van het nationale team van Oekraïne. Hij was hoofd van de Oekraïense basketbalbond, maar in 2007 werd hij vanwege gezondheidsproblemen (diabetes) gedwongen deze functie neer te leggen. Hij stierf in april 2019 op 73-jarige leeftijd.

## Erelijst
- Landskampioen Sovjet-Unie:
  - Derde: 1972

- Wereldkampioenschap:
  - Zilver: 1990

## Assistent-coach
4 Vētra ·
5 Sokk ·
6 Berezjnyj ·
7 Melesjtsjenko ·
8 Lopatov ·
9 Tichonenko  ·
10 Bazarevitsj ·
11 Volkov ·
12 Soecharev ·
13 Koroljov ·
14 Bilostinnyj ·
15 Pintsjoek ·
Coach: Garastas
· Assistent-coach: Chromajev
· Assistent-coach: 